# Ovo je ratni dnevnik. Izvještava Pavo Urban
Ovo je ratni dnevnik. Izvještava Pavo Urban je radio-drama Hrvoja Ivankovića i Hrvatskog radija iz 2012. godine.
Poticaj za snimanje radio-drame bilo je posljednje pismo koje je hrvatski fotograf Pavo Urban uputio svojoj djevojci. Smrtno je stradao u srpsko-crnogorskoj agresiji prosinca 1991. godine dok je snimao granatiranje svog rodnog Dubrovnika. Njegovo je posljednje pismo dvadesetak dana nakon što je poginuo primila njegova djevojka.

## Priznanja
2012. godine nominirana je za nagradu Prix Europa.